# Julia Theek
Julia Theek (* 9. Juni 1966 in Potsdam) ist eine deutsche Künstlerin und Filmemacherin.

## Leben
Julia Theek verbrachte ihre Kindheit in Berlin und Potsdam. Bei ihrem Großvater, dem Künstler Paul August, erlernte sie seit dem Vorschulalter traditionelle Kunsttechniken. Nach dem Abitur arbeitete sie bei der Stiftung Preußische Schlösser und Gärten Berlin-Brandenburg und den „Staatlichen Kulturhäusern“, bis sie nach dreijähriger Wartezeit am Fachbereich „Ästhetik-Kunstwissenschaften“ der Humboldt-Universität zu Berlin immatrikuliert wurde. Die Abschlussarbeit schrieb sie über „Semiotische Interpretationsverfahren für Fernsehdesign“.Noch während des Studiums arbeitete Theek für Fernsehsender wie ARD und Deutsche Welle und produzierte eigene Musikvideos sowie Kunstdokumentationen. Von 1999 bis 2009 übernahm sie die künstlerische Leitung der Potsdamer Schlössernacht  für die Stiftung Preußische Schlösser und Gärten.
Seit 1988 stellt sie aus und arbeitet als Kuratorin. 1990–2005 arbeitete sie zudem als freie Autorin und Regisseurin für Kulturredaktionen u. a. von SFB, DW und RBB, produzierte dann z. T. auch selbst. 2012 gründete Julia Theek die Sommerakademie „Lübzer Kunstspeicher“, die digitale und traditionelle Kunsttechniken mit Upcycling und Nachhaltigkeit verbunden thematisiert. 2021 schrieb sie den ersten Upcycling-Kunstpreis aus und war Mitbegründerin der Circular Art Society (e.V.).  Sie ist Mitglied der GEDOK sowie des Berliner Künstlerverbandes.

## Werk
Ihre Kunstausstellungen sind Ergebnisse von Recherchezyklen. Malerisch arbeitet Julia Theek hauptsächlich mit Airbrush, sprüht aus der „Kanne“ und mit Spritzpistolen. Die Kombination der meinst 4- bis 12-teiligen Schablonensätze stellt die Sujets in verschieden ikonische und symbolische Verweise oder Bezüge. Die Eigenheit der Arbeiten besteht in der Interpretation tradierter Motive mit ästhetischen Erfahrungen der MTV-Generation und Stilmitteln der Streetart. Seit 1998 erarbeitete Skulpturen, zunächst klassisch aus Marmor und seit 2010 Assemblagen aus überwiegend upgecycelten Material. Um den Nachhaltigkeitsgedanken auch in der Kunstproduktion positiv zu verankern, schrieb sie das Buch „Der Anspruch der Dinge“ und betreibt den Upcyclingart.blog.
Werke von Julia Theek befinden sich in verschiedenen privaten und öffentlichen Sammlungen,  u. a.  im Potsdam Museum,  der Universität Rostock, Drap Art Barcelona oder der Pückler-Stiftung.

## Ausstellungen (Auswahl)
- 2024: Europäischer Upcyclingkunstpreis Paris
- 2023: Kloster Rehna "Sophia von Mecklenburg vs. Wallenstein - RELOADED"[11]
- 2023: München SüdpART (Teilnahme)[12]
- 2023: Crillon le Brave "Mont Ventoux etc."
- 2022: Potsdam, Kaiser - Friedrich - Kirche "Friedenstaubenprügelei"
- 2022: Agüimes “Contornos”
- 2021: Symposium Barlinek
- 2020: DrapArt Barcelona[13]
- 2019: Professorinnengalerie Universität Rostock[14]
- 2017: „Gated communities“ VKU-Forum, Berlin[15]
- 2016: Chiesa della Beata Maria Vergine, Calolziocorte.
- 2016: Ausstellungsbeteiligungen Kunstlandschaft Kulturhaus Mestlin und Fleißarbeit Stilwerk Berlin
- 2015: save, stock, store, Berliner Zweigstelle
- 2014: „belcoo experience“, dt.-ital.-dän. Streetartprojekt in Caprino/Italien und Lübz
- 2013: Speichern-Ausstellungsbeteiligung im Hamburger Kulturkaufhaus
- 2012: Einzelausstellung in der Antikenabguss-Sammlung, Berlin Ausstellungsbeteiligung „Friedrich und Brühl“ Schloss Branitz[16]
- 2011: „3mal“ Ausstellungsbeteiligung im Kunstraum Potsdam-Schiffbauergasse
- 2008–2010: drei Ausstellungsbeteiligungen „KUNST-KONTOR Sehmsdorf“, Potsdam
- 2003: Acrylbilder „european“ für „Visual storm II“, New York
- 1995: Mitarbeit Club Berlin, XLVI. Biennale di Venezia, Teatro Malibran
- 1992: Ausstellungsbeteiligung „37 Räume“, Berlin
- 1988: Computergrafik JK Aurora Potsdam

## Regie und Kuration
- 2024–2026: Universitat Rostock Ausstellungsreihe "Dialog im Rektorat"
- 2022: „Femme face“ Westenergie Essen
- 2021: Upcycling-Kunstpreis mit Ausstellungen u. a. in Berlin und Barcelona
- 2020: Radio Lübz Podcast-Reihe
- 2017: „Laurence Chaperon“ VKU-Forum
- Seit 2014: Superminimalfantastic-Artgalerie
- 2014: Upcycling-Kunst Kunstvideo
- 2009: Geheimnisvoller Ort – Schloss Schönhausen RBB
- 2007: Poor little me
- 2004–2006: „Ich bin doch nur ein Sonntagsmaler“ Porträt Paul August, Buch, Regie, Prod.[17]
- 2002: „Stiften gehen – die Kultur braucht Mäzene“ RBB
- 2001: „Salonlöwinnen“ SFB
- 1999–2009: „Potsdamer Schlössernacht“
- 1997/98: Chefredakteurin bei „BerlinArt“
- 1997: „Kalter Krieg nach Noten“ ORB
- 1995: Drehbuchförderung durch Filmboard
- 1994–1997: eigene Musik-Dokumentationsproduktionen, u. a. Video für „Rosenstolz“, „New York Meetdistrict“, „Dreilinden brennt“, „Corvus Corax“
- 1994: „Proschtschaj, Germania – auf Wiedersehen, Deutschland“ zweiteiliges ORB-Feature über die Verabschiedung der Musiker der Weststreitkräfte der GUS
- 1993: „Mittelalter jetzt“ Buch, Regie, Produktion
- 1992: „Heiligabend in Berlin“ SFB
- 1990: Kunstfest Double Ground Potsdam